# 145P/Shoemaker-Levy
145P/Shoemaker-Levy 5, komet Jupiterove obitelji. 